# Agnieszka Baranowska (samorządowiec)
Agnieszka Monika Baranowska z domu Chrzanowska (ur. 19 września 1972 w Chojnicach) – polski samorządowiec, nauczycielka i trener,  od 2024 sekretarz generalny Polski 2050, od 2024 członek zarządu województwa pomorskiego VII kadencji.

## Życiorys
Córka Alojzego i Gertrudy. Absolwentka kolegium kształcenia języków obcych na Uniwersytecie Gdańskim oraz politologii w Wyższej Szkole Humanistycznej w Pułtusku. Kształciła się podyplomowo w zakresie funduszy unijnych w Wyższej Szkole Administracji i Biznesu im. Eugeniusza Kwiatkowskiego w Gdyni oraz psychologii dzieci i młodzieży w Wyższej Szkole Kształcenia Zawodowego we Wrocławiu. Pracowała jako nauczycielka języka angielskiego w szkołach podstawowych i średnich w Gdyni, Redzie i Pucku. Została założycielką Akademii Rozwoju Mentalnego, zajmującej się szkoleniami dla młodzieży i rodziców. Zajęła się także działalnością szkoleniową w biznesie.
Zaangażowała się w działalność polityczną w ramach Polski 2050. W czerwcu 2024 objęła stanowisko sekretarz generalnej partii, w kolejnym miesiącu objęła tymczasowe przywództwo w jej strukturach w województwie opolskim. 29 lipca 2024 została członkiem zarządu województwa pomorskiego (w miejsce wybranej miesiąc wcześniej Iwony Mielewczyk). Powierzono jej odpowiedzialność za kwestie edukacji, turystyki i sportu.
Mężatka, ma dwoje dzieci.